# 潔癖 (單曲)
《潔癖》是五月天和嚴爵於2013年推出的單曲，由嚴爵、陳沒、阿信作詞、嚴爵作曲，為2013年《綠箭口香糖DOUBLEMINT》話題廣告曲，也是嚴爵2013年第四張創作專輯《好的情人》的第二首主打歌。

## 音樂錄影帶
身為地道高雄人的嚴爵與擔任高雄城市代言人的五月天，特別南下高雄拍攝。劇情安排在劇中患有花粉過敏症的男主角嚴爵追求在花店工作的女主角，五月天則化身邱比特在一旁協助，最後五月天五人還必須拿著大大的“I LOVE U”字版，當天高雄的炎熱天氣可讓他們吃足了苦頭、汗水直流。MV中出現許多高雄的著名勝景，希望藉此推廣高雄觀光。
| 歌曲 | 導演   | 首播日期      | 附註 |
| ---- | ------ | ------------- | ---- |
| 潔癖 | 孔玟燕 | 2013年6月19日 |      |

## 資料來源
1. ↑  YouTube上的Mayday五月天＋Yen-j嚴爵〔潔癖〕官方完整版音檔-五月天「綠箭口香糖DOUBLEMINT」廣告曲

## 外部連結
- （繁體中文） 相信音樂官方網站 （页面存档备份，存于）